# Epicrionops bicolor
Epicrionops bicolor é uma espécie de gimnofiono da família Rhinatrematidae.
Pode ser encontrada nos seguintes países: Colômbia, Equador e Peru.
Os seus habitats naturais são: regiões subtropicais ou tropicais húmidas de alta altitude, rios e rios intermitentes.